# Amaliegade
 For alternative betydninger, se Amaliegade (flertydig). (Se også artikler, som begynder med Amaliegade)
Amaliegade er en gade i København og strækker sig fra Sankt Annæ Plads over Amalienborg slotsplads til Esplanaden. Gaden ses første gang i en bebyggelsesplan fra 1649 under navnet Danmarksgade, ligesom Bredgade den gang hed Norgesgade. Her fik dronning Sophie Amalie anlagt de haver, som før svenskernes belejring i årene 1658-1660 havde ligget ved Vesterport. I sammenhæng med haverne byggede man også lystslottet Sophie Amalienborg, som nedbrændte i 1689.
I Amaliegade lå indtil 1895 Almindelig Hospital.
Maleren Martinus Rørbyes forældre boede i Amaliegade, og omkring 1825 malede han billedet Udsigt fra kunstnerens vindue fra forældrenes hus.
På daværende tidspunkt var der fra beboelsen udsigt over vandet til Nyholm, og på billedet ses, foruden lejlighedens interiøret omkring vinduet, også en del af Københavns havn.
I nr. 6 ligger Sloveniens ambassade. 